# Remission (musikalbum av Mastodon)
Remission är det amerikanska progressiv metal-bandet Mastodons första studioalbum, utgivet 28 maj 2002 av skivbolaget Relapse Records. Albumet finnas som CD, dubbel 12" vinyl-LP och återutgavs 21 oktober 2003 i en digipack-utgåva (CD+DVD) med bonusspår som spelades in live och filmades vid The Masquerade i Atlanta, Georgia 1 december 2002.

## Låtlista
1. "Crusher Destroyer" – 2:00
2. "March of the Fire Ants" – 4:25
3. "Where Strides the Behemoth" – 2:55
4. "Workhorse" – 3:45
5. "Ol'e Nessie" –  6:04
6. "Burning Man" – 2:46
7. "Trainwreck" – 7:04
8. "Trampled Under Hoof" – 3:00
9. "Trilobite" – 6:29
10. "Mother Puncher" – 3:48
11. "Elephant Man" (instrumental) – 8:01

Allå låtar skrivna av Mastodon.

## Medverkande
Musiker (Mastodon-medlemmar)
- Troy Sanders – sång, basgitarr
- Bill Kelliher – gitarr
- Brann Dailor – trummor
- Brent Hinds – gitarr, sång

Produktion
- Mastodon – producent
- Matt Bayles – producent, ljudtekniker, ljudmix
- Matthew Jacobson – exekutiv producent
- Matt Washburn – digital redigering
- Dangerous Dave Shirk – mastering
- Paul Romano – omslagskonst